# Абсолютизъм
Абсолютизмът е политическа доктрина и практика на неограничена централна власт и абсолютен суверенитет, упражняван например от монарх или диктатор. Според друго определение това е модел за силно централизирано държавно управление, при което владетелят упражнява неограничена върховна власт, без ефективен контрол от страна на представителна институция. При тази форма на управление се създават бюрократичен апарат, постоянна армия и полиция. В Европа абсолютна монархия съществува още през XV век, а преобладава като форма на управление през XVI-XVIII век, като историческа известност придобива т.нар. просветен абсолютизъм. Сред учените има спорове дали понятията абсолютна монархия и абсолютизъм изразяват едно и също. Общото разбиране е, че ако абсолютизмът се приеме за форма на държавно управление, то абсолютната монархия е нейно проявление в Европа в Новото време.
Абсолютизмът съществува под различни форми и по цял свят, включително в нацистка Германия по време на Хитлер и в Съветския съюз по време на Сталин.

## Общи черти
Според Методиев общите черти на абсолютизма са
- Владетел с неоспорима власт, която в Средновековието произхожда от самия Бог и е олицетворение на самата държава, а в по-ново време представлява по същество личен режим на един човек
- Владетелят управлява цялата територия, от негово име работи цялата администрация, той пряко контролира, уволнява и определя състава на всички институции;
- Владетелят изгражда силно централизирана финансова система, подчинена му пряко; той се разпорежда с държавните финанси

## История
Първите европейски централизирани монархии се създават през XIV и XV век в Португалия и Испания като следствие от Реконкистата. За нейния успех е било необходимо всички икономически и военни сили на държавата да бъдат съсредоточени в ръцете на краля. Изграждането на силни централизирани монархии до голяма степен допринася за успехите в откриването на нови морски пътища и за Великите географски открития. Английският абсолютизъм започва да се развива след края на Войната на розите при управлението на Хенри VII и достига връх през втората половина на XVI век при кралица Елизабет I.
В другите европейски държави абсолютизмът се налага като форма на държавно управление през XVI и XVII век. Класическият му образец се развива през втората половина на XVII век във Франция по време на управлението на Луи XIV. Някои от общите черти на абсолютните монархии в Западна Европа са премахване на феодалната разпокъсаност, издигане на ролята на държавата, унифициране на законите в държавата и намаляване на влиянието на църквата и благородниците. В някои източно-европейски държави като Русия абсолютизмът се развива по-късно и в по-особена форма, наречена самодържавие.
Ако абсолютизмът се определя като съзнателен опит на европейските крале да разширят властта си над своите поданици, то неговият разцвет трае между 1660 и 1789 г.. При това той не бива да се разбира като деспотизъм, защото европейските монарси трябва да доказват правотата на действията си пред съсловията. Освен политически, дипломатически и военни решения, те трябва да се съобразяват и с изменящата се търговска и икономическа обстановка, която характеризира епохата на преход от феодализъм към капитализъм.
През втората половина на XVIII век в Европа процъфтява т.нар. просветен абсолютизъм, когато абсолютните монарси използват властта си, за да наложат редица реформи в политическата система на своите държави, които до голяма степен отразяват духа на Просвещението.

## Теоретици
Теорията на абсолютизма е развита в съчиненията на редица мислители от XVI и XVII век.
Николо Макиавели в своята книга „Принцът“ (1513) обрисува фигурата на новия владетел, който не трябва да бъде ограничаван от никого и от нищо и се води от собствените интереси. Той употребява всички средства, за да организира, управлява и пази държавата и трябва да действа преди всичко в името на това. Макиавели първи преодолява средновековните възгледи за държавата и обосновава новото рационално управление на обществото.
Френският философ Жан Боден издава съчинението си „Шест книги за държавата“ през 1576 г. и развива теорията за суверенитета на държавата и владетеля. Суверенитетът представлява абсолютната власт, която се подчинява единствено на бога и природата. Суверенният владетел не се подчинява на никакви закони, напротив – той сам отменя стари и издава нови закони.
В своя труд „Левиатан“ (1651) Томас Хобс застъпва тезата, че пълната свобода води до пълна анархия и хората воюват помежду си. За да се прекрати това състояние и хората да живеят в някакво организирано общество, те трябва да се откажат от част от своите права и да ги предаат на някаква институция. Така възниква Левиатан – силната държава.
Епископът Жак Босюе пише трактата си „Политика, изведена от думите на самото Свещено писание“ (1708) по време на царуването на Луи XIV, в подкрепа на божествените права на краля и идеята за неограничена кралска власт. Той привежда аргумента, че кралят не е частно лице, а обществена личност и отговаря за делата си само пред бога. Тази гледна точка допада на всички, които желаят здрава и стабилна държава след век и повече на международни и вътрешни неуредици.

## Политически аргументи в полза на абсолютизма
Абсолютизмът изразява желанието за край на несгодите и разрушенията в Европа, дължащи се на френските религиозни войни, Тридесетгодишната война и английската гражданска война. Абсолютистите твърдят, че алтернативата на безредието ще се осигури само със силно централизирано управление, когато поданиците осъзнаят дълга си да се подчиняват на назначените им от бога владетели.
От своя страна, абсолютните монарси вярват, че тяхно задължение е да учат поданиците си да се подчиняват на законите. Маркграф Карл Фридрих фон Баден смята, че „независимо от желанието им, ние трябва да ги направим свободни, богати и подчиняващи се на закона граждани“. Луи XIV е убеден, че трябва да упражнява властта си със силна ръка, ако иска Франция да процъфтява като велика европейска държава.
За да постигнат целите си, абсолютните монарси се стремят да контролират всичко – въоръжените сили, създаването на закони и събирането и разпределението на приходите. Това изисква ефикасна бюрократична система, подчинена пряко на монархията. Друга характерна черта е решимостта създадените институции да са достатъчно силни, за да устоят на интересите на привилегированите класи. Благородническите съсловия, църквата, полуавтономните области и независимите представителни органи като английският парламент и френските Генерални щати ограничават кралската власт и са препятствия за абсолютизма.

## Противници
Най-известен сред опонентите на абсолютизма е англичанинът Джон Лок. Неговите „Два трактата за гражданското управление“ служат за идеологическа основа на Славната революция в Англия, в която движеща сила са просветени и влиятелни политически и религиозни представители на богатата класа. Лок осъжда всяка форма на абсолютизма – както деспотичната монархия, така и абсолютното върховенства на парламента. Макар да защитава върховенството на законодателните органи, той не е съгласен да се предостави неограничена власт на народните представители. Според него природният закон (естественото право на всеки човек на живот, свобода и собственост) автоматично ограничава дейностите по управлението. В края на XVII век тази теоретична защита на политическите свободи става елемент от идейната основа на Американската и Френската революции.

## Просветен абсолютизъм
През XVIII век (особено през втората му половина) в Европа се развива модел на абсолютизма, повлиян от Просвещението. Политиката на европейските просветени монарси намира отражение в почти всички сфери на обществения живот: държавна организация, икономика, наука, философия, право, литература и т.н. Централни фигури на тази епоха са просветените монарси Фридрих II в Прусия и Йозеф II в Австрия. В Руската империя Екатерина II също провежда политика на просветен абсолютизъм. Обхванати от просветения абсолютизъм са всички европейски страни освен Англия, Полша и Франция: Англия вече е постигнала онова, към което се стремят поддръжниците му, в Полша господства шляхтата, а владетелите на Франция Луи XV и Луи XVI не са в състояние да предприемат нужните реформи, в резултат на което се стига до Френската революция.

## Последици
Макар че европейският абсолютизъм в крайна сметка загива, неговото влияние продължава да се усеща в историята. Централизацията създава прецеденти за държавните строители през XIX век. Модерните постоянни армии от войници и бюрократи са институции, зародили се по негово време. Построените фабрики за оръжия, капиталистическата селскостопанска политика, насочена да осигури храна за градовете, увеличените данъци, които карат селяните да напускат селото, създават икономическия климат, довел до индустриалната революция. Въпреки че абсолютните монарси постоянно се стремят да ограничат привилегиите на аристокрацията, с цената на известен отказ от ролята си на управници френските благородници, пруските юнкери и руските боляри успешно запазват правата си на собственост и така осигуряват властта си. Представители на онези от тях, които се приспособяват в нова роля като земеделски предприемачи или висши държавни служители, получават възможност да изиграят важна роля след ерата на абсолютизма.
Освен това именно годините на абсолютизма донасят най-важната промяна в интелектуалната и културната история след Средновековието: научната революция през втората половина на XVII век и ерата на Просвещението, последвала през по-голямата част на XVIII век.